# Championnats du monde d'athlétisme en salle 1999, résultats détaillés
Résultats détaillés des Championnats du monde d'athlétisme en salle 1999 de Maebashi.

## Épreuves au programme
| Courses : 60 m - 200 m - 400 m - 800 m - 1 500 m - 3 000 m Obstacles : 60 m haies Relais : Relais 4 × 400 m Sauts : Hauteur - Longueur - Triple saut - Perche Lancers: - Poids Epreuves combinées: Heptathlon/Pentathlon |

## Résultats

### 60 m
| Rang | Pays        | Athlète             | Temps       |
| ---- | ----------- | ------------------- | ----------- |
| 1    | États-Unis  | Maurice Greene      | 6 s 42 (CR) |
| 2    | États-Unis  | Tim Harden          | 6 s 43 (PB) |
| 3    | Royaume-Uni | Jason Gardener      | 6 s 46 (AR) |
| 4    | Australie   | Matthew Shirvington | 6 s 52 (AR) |
| 5    | Nigeria     | Deji Aliu           | 6 s 58      |
| 6    | Jamaïque    | Donovan Powell      | 6 s 59      |

| Rang | Pays       | Athlète          | Temps       |
| ---- | ---------- | ---------------- | ----------- |
| 1    | Grèce      | Ekaterini Thanou | 6 s 96 (WL) |
| 2    | États-Unis | Gail Devers      | 7 s 02      |
| 3    | Canada     | Philomena Mensah | 7 s 07      |
| 4    | Bahamas    | Sevatheda Fynes  | 7 s 09      |
| 5    | Nigeria    | Joan Uduak Ekah  | 7 s 10      |
| 6    | Bulgarie   | Petya Pendareva  | 7 s 12      |

### 200 m
| Rang | Pays       | Athlète          | Temps        |
| ---- | ---------- | ---------------- | ------------ |
| 1    | Namibie    | Frank Fredericks | 20 s 10 (CR) |
| 2    | Barbade    | Obadele Thompson | 20 s 26 (AR) |
| 3    | États-Unis | Kevin Little     | 20 s 48      |
| 4    | Nigeria    | Francis Obikwelu | 20 s 85      |
| 5    | Japon      | Koji Ito         | 20 s 95      |
| 6    | États-Unis | Rohsaan Griffin  | 22 s 06      |

| Rang | Pays      | Athlète              | Temps        |
| ---- | --------- | -------------------- | ------------ |
| 1    | Roumanie  | Ionela Tirlea        | 22 s 39 (WL) |
| 2    | Russie    | Svetlana Goncharenko | 22 s 69 (SB) |
| 3    | Bahamas   | Pauline Davis        | 22 s 70 (SB) |
| 4    | Russie    | Oksana Djatschenko   | 23 s 03      |
| 5    | Jamaïque  | Juliet Campbell      | 23 s 11      |
| 6    | Allemagne | Birgit Rockmeier     | 23 s 74      |

a

### 400 m
| Rang | Pays        | Athlète            | Temps        |
| ---- | ----------- | ------------------ | ------------ |
| 1    | Royaume-Uni | Jamie Baulch       | 45 s 73      |
| 2    | États-Unis  | Milton Campbell    | 45 s 99      |
| 3    | Mexique     | Alejandro Cardenas | 46 s 02 (NR) |
| 4    | Bahamas     | Troy McIntosh      | 46 s 05 (NR) |
| 5    | Jamaïque    | Roxbert Martin     | 46 s 85      |
| 6    | Allemagne   | Lars Figura        | 47 s 06      |

| Rang | Pays       | Athlète           | Temps        |
| ---- | ---------- | ----------------- | ------------ |
| 1    | Allemagne  | Grit Breuer       | 50 s 80 (WL) |
| 2    | Nigeria    | Falilat Ogunkoya  | 51 s 25 (PB) |
| 3    | États-Unis | Jearl Miles-Clark | 51 s 45      |
| 4    | Mexique    | Ana Guevara       | 51 s 55      |
| 5    | Jamaïque   | Sandie Richards   | 51 s 75      |
| 6    | Jamaïque   | Deon Hemmings     | 52 s 04      |

### 800 m
| Rang | Pays           | Athlète         | Temps         |
| ---- | -------------- | --------------- | ------------- |
| 1    | Afrique du Sud | Johan Botha     | 1 min 45 s 47 |
| 2    | Danemark       | Wilson Kipketer | 1 min 45 s 49 |
| 3    | Allemagne      | Nico Motchebon  | 1 min 45 s 74 |
| 4    | Hongrie        | Balázs Korányi  | 1 min 46 s 47 |
| 5    | Irlande        | James Nolan     | 1 min 47 s 77 |
| 6    | Zambie         | Savieri Ngidhi  | 1 min 47 s 79 |

| Rang | Pays               | Athlète                | Temps              |
| ---- | ------------------ | ---------------------- | ------------------ |
| 1    | République tchèque | Ludmila Formanová      | 1 min 56 s 90 (CR) |
| 2    | Mozambique         | Maria Mutola           | 1 min 57 s 17      |
| 3    | Russie             | Natalya Tsyganova      | 1 min 57 s 47 (NR) |
| 4    | États-Unis         | Meredith Rainey-Valmon | 1 min 59 s 11      |
| 5    | Maroc              | Hasna Benhassi         | 1 min 59 s 57      |
| 6    | Autriche           | Stephanie Graf         | 2 min 04 s 39      |

### 1 500 m
| Rang | Pays     | Athlète            | Temps              |
| ---- | -------- | ------------------ | ------------------ |
| 1    | Éthiopie | Haile Gebrselassie | 3 min 33 s 77 (CR) |
| 2    | Kenya    | Laban Rotich       | 3 min 33 s 98      |
| 3    | Espagne  | Andrés Díaz        | 3 min 34 s 46      |
| 4    | Kenya    | William Tanui      | 3 min 34 s 77      |
| 5    | Portugal | Rui Silva          | 3 min 34 s 99      |
| 6    | Tunisie  | Ali Hakimi         | 3 min 37 s 88      |

| Rang | Pays     | Athlète           | Temps              |
| ---- | -------- | ----------------- | ------------------ |
| 1    | Roumanie | Gabriela Szabo    | 4 min 03 s 23 (CR) |
| 2    | Roumanie | Violeta Szekely   | 4 min 03 s 53      |
| 3    | Pologne  | Lidia Chojecka    | 4 min 05 s 86 (NR) |
| 4    | Russie   | Olga Komjagina    | 4 min 06 s 18      |
| 5    | Russie   | Swetlana Kanatova | 4 min 06 s 20      |
| 6    | Tchéquie | Andrea Suldesová  | 4 min 06 s 37      |

### 3 000 m
| Rang | Pays       | Athlète            | Temps         |
| ---- | ---------- | ------------------ | ------------- |
| 1    | Éthiopie   | Haile Gebrselassie | 7 min 53 s 57 |
| 2    | Kenya      | Paul Bitok         | 7 min 53 s 79 |
| 3    | Éthiopie   | Millon Wolde       | 7 min 53 s 85 |
| 4    | Italie     | Gennaro di Napoli  | 7 min 55 s 60 |
| 5    | Espagne    | Jousef El Nasri    | 7 min 56 s 70 |
| 6    | États-Unis | Steve Holman       | 7 min 56 s 96 |

| Rang | Pays       | Athlète                 | Temps         |
| ---- | ---------- | ----------------------- | ------------- |
| 1    | Roumanie   | Gabriela Szabo          | 8 min 36 s 42 |
| 2    | Maroc      | Zahra Ouaziz            | 8 min 38 s 43 |
| 3    | États-Unis | Regina Jacobs           | 8 min 39 s 14 |
| 4    | France     | Yamna Oubouhou-Belkacem | 8 min 41 s 63 |
| 5    | Roumanie   | Violeta Szekely         | 8 min 47 s 80 |
| 6    | Russie     | Olga Yegorova           | 8 min 49 s 34 |

### 60 m haies
| Rang | Pays        | Athlète             | Temps       |
| ---- | ----------- | ------------------- | ----------- |
| 1    | Royaume-Uni | Colin Jackson       | 7 s 38 (CR) |
| 2    | États-Unis  | Reggie Torian       | 7 s 40      |
| 3    | Allemagne   | Falk Balzer         | 7 s 44      |
| 4    | États-Unis  | Duane Ross          | 7 s 50      |
| 5    | Pologne     | Tomasz Ścigaczewski | 7 s 52      |
| 6    | Cuba        | Anier García        | 7 s 59      |

| Rang | Pays       | Athlète                 | Temps  |
| ---- | ---------- | ----------------------- | ------ |
| 1    | Kazakhstan | Olga Schischigina       | 7 s 86 |
| 2    | Nigeria    | Glory Alozie            | 7 s 87 |
| 3    | Canada     | Keturah Anderson        | 7 s 90 |
| 4    | Slovénie   | Brigita Bukovec         | 7 s 92 |
| 5    | France     | Linda Ferga             | 7 s 95 |
| 6    | États-Unis | Melissa Morrison-Howard | 7 s 97 |

### 4 × 400 m relais
| Rang | Pays        | Athlète                                                       | Temps              |
| ---- | ----------- | ------------------------------------------------------------- | ------------------ |
| 1    | États-Unis  | Andre Morris Dameon Johnson Deon Minor Milton Campbell        | 3 min 02 s 83 (WR) |
| 2    | Pologne     | Piotr Haczek Jacek Bocian Piotr Rysiukiewicz Robert Mackowiak | 3 min 03 s 01      |
| 3    | Royaume-Uni | Allyn Condon Solomon Wariso Adrian Patrick Jamie Baulch       | 3 min 03 s 20      |
| 4    | Jamaïque    | Michael McDonald Danny McFarlane Linval Laird Roxbert Martin  | 3 min 05 s 13 min  |
| 5    | Japon       | Kazuhiro Takahashi Jun Osakada Masayoshi Kan Shunji Karube    | 3 min 06 s 22      |
| 6    | France      | Marc Foucan Emmanuel Front Bruno Wavelet Fred Mango           | 3 min 06 s 57 min  |

| Rang | Pays       | Athlète                                                                   | Temps              |
| ---- | ---------- | ------------------------------------------------------------------------- | ------------------ |
| 1    | Russie     | Tatyana Chebykina Svetlana Goncharenko Olga Kotlyarova Natalya Nazarova   | 3 min 24 s 25 (WR) |
| 2    | Australie  | Susan Andrews Tania Van Heer Tamsyn Lewis Cathy Freeman                   | 3 min 26 s 87      |
| 3    | États-Unis | Monique Hennagan Michelle Collins Zundra Feagin-Alexander Shanelle Porter | 3 min 27 s 59      |
| 4    | Allemagne  | Anja Knippel Anja Rücker Ulrike Urbansky Grit Breuer                      | 3 min 29 s 06      |
| 5    | Jamaïque   | Lorraine Graham Deon Hemmings Beverly Grant Sandie Richards               | 3 min 30 s 16      |
| 6    | Japon      | Sachiko Kiso Sakie Nobuoka Miho Sugimori Mariko Miura                     | 3 min 41 s 47      |

### Saut en hauteur
| Rang | Pays       | Athlète            | Temps  |
| ---- | ---------- | ------------------ | ------ |
| 1    | Cuba       | Javier Sotomayor   | 2,36 m |
| 2    | Russie     | Vyacheslav Voronin | 2,36 m |
| 3    | États-Unis | Charles Austin     | 2,33 m |
| 4    | Allemagne  | Martin Buss        | 2,30 m |
| 5    | Suède      | Staffan Strand     | 2,25 m |
| 6    | Ukraine    | Andriy Sokolovskyy | 2,25 m |

| Rang | Pays       | Athlète              | Temps  |
| ---- | ---------- | -------------------- | ------ |
| 1    | Bulgarie   | Khristina Kalcheva   | 1,99 m |
| 2    | Tchéquie   | Zuzana Hlavoňová     | 1,96 m |
| 3    | États-Unis | Tisha Waller         | 1,96 m |
| 4    | Roumanie   | Monica Iagăr-Dinescu | 1,93 m |
| 5    | Slovaquie  | Maria Melová         | 1,93 m |
| 6    | Russie     | Julia Ljachova       | 1,90 m |

### Saut en longueur
| Rang | Pays       | Athlète        | Temps  |
| ---- | ---------- | -------------- | ------ |
| 1    | Cuba       | Iván Pedroso   | 8,62 m |
| 2    | Espagne    | Yago Lamela    | 8,56 m |
| 3    | États-Unis | Erick Walder   | 8,30 m |
| 4    | Slovénie   | Gregor Cankar  | 8,28 m |
| 5    | Jamaïque   | James Beckford | 8,16 m |
| 6    | Roumanie   | Bogdan Ţăruş   | 8,15 m |

| Rang | Pays       | Athlète        | Temps  |
| ---- | ---------- | -------------- | ------ |
| 1    | Russie     | Tatyana Kotova | 6,86 m |
| 2    | États-Unis | Shana Williams | 6,82 m |
| 3    | Bulgarie   | Iva Prandzheva | 6,78 m |
| 4    | Grèce      | Niki Xanthou   | 6,65 m |
| 5    | Hongrie    | Tunde Vaszi    | 6,59 m |
| 6    | Chine      | Guan Yingnan   | 6,59 m |

### Saut à la perche
| Rang | Pays       | Athlète           | Temps  |
| ---- | ---------- | ----------------- | ------ |
| 1    | France     | Jean Galfione     | 6,00 m |
| 2    | États-Unis | Jeff Hartwig      | 5,95 m |
| 3    | Allemagne  | Danny Ecker       | 5,85 m |
| 4    | Espagne    | José Manuel Arcos | 5,70 m |
|      | Kazakhstan | Igor Potapovich   | 5,70 m |
| 6    | Allemagne  | Andrei Tivontchik | 5,70 m |

| Rang | Pays       | Athlète               | Temps  |
| ---- | ---------- | --------------------- | ------ |
| 1    | Allemagne  | Nastja Ryshich        | 4,50 m |
| 2    | Islande    | Vala Flosadóttir      | 4,45 m |
| 3    | Allemagne  | Nicole Rieger-Humbert | 4,35 m |
|      | Hongrie    | Zsuzsa Szabo          | 4,35 m |
| 5    | États-Unis | Melissa Mueller       | 4,35 m |
| 6    | Australie  | Emma George           | 4,35 m |

### Triple saut
| Rang | Pays       | Athlète           | Temps   |
| ---- | ---------- | ----------------- | ------- |
| 1    | Allemagne  | Charles Friedek   | 17,18 m |
| 2    | États-Unis | LaMark Carter     | 16,98 m |
| 3    | Hongrie    | Zsolt Czingler    | 16,98 m |
| 4    | Cuba       | Yoelbi Quesada    | 16,92 m |
| 5    | Roumanie   | Ionuţ Pungă       | 16,87 m |
| 6    | Arménie    | Armen Martirosyan | 16,83 m |

| Rang | Pays               | Athlète            | Temps   |
| ---- | ------------------ | ------------------ | ------- |
| 1    | Royaume-Uni        | Ashia Hansen       | 15,02 m |
| 2    | Bulgarie           | Iva Prandzheva     | 14,94 m |
| 3    | République tchèque | Šárka Kašpárková   | 14,87 m |
| 4    | Bulgarie           | Teresa Marinova    | 14,76 m |
| 5    | Grèce              | Paraskeví Tsiamíta | 14,63 m |
| 6    | Russie             | Yelena Lebedenko   | 14,59 m |

### Lancer du poids
| Rang | Pays       | Athlète          | Temps   |
| ---- | ---------- | ---------------- | ------- |
| 1    | Ukraine    | Oleksandr Bahach | 21,41 m |
| 2    | États-Unis | John Godina      | 21,06 m |
| 3    | Ukraine    | Yuriy Bilonoh    | 20,89 m |
| 4    | Espagne    | Manuel Martínez  | 20,79 m |
| 5    | Finlande   | Arsi Harju       | 20,38 m |
| 6    | Italie     | Paolo dal Soglio | 20,10 m |

| Rang | Pays       | Athlète                     | Temps   |
| ---- | ---------- | --------------------------- | ------- |
| 1    | Russie     | Svetlana Krivelyova         | 19,08 m |
| 2    | Pologne    | Krystyna Danilczyk-Zabavska | 19,00 m |
| 3    | États-Unis | Teri Steer-Tunks            | 18,86 m |
| 4    | États-Unis | Connie Price-Smith          | 18,82 m |
| 5    | Allemagne  | Nadine Kleinert             | 18,51 m |
| 6    | Cuba       | Yumileidi Cumbá             | 17,80 m |

### Heptathlon/Pentathlon
| Rang | Pays     | Athlète             | Temps     |
| ---- | -------- | ------------------- | --------- |
| 1    | Pologne  | Sebastian Chmara    | 6 386 pts |
| 2    | Estonie  | Erki Nool           | 6 374 pts |
| 3    | Tchéquie | Roman Šebrle        | 6 319 pts |
| 4    | Tchéquie | Tomáš Dvořák        | 6 309 pts |
| 5    | Islande  | Jón Arnar Magnússon | 6 293 pts |
| 6    | Russie   | Lev Lobodin         | 6 153 pts |

| Rang | Pays       | Athlète              | Temps     |
| ---- | ---------- | -------------------- | --------- |
| 1    | États-Unis | Le Shundra Nathan    | 4 753 pts |
| 2    | Russie     | Irina Belova         | 4 691 pts |
| 3    | Pologne    | Urszula Wlodarczyk   | 4 596 pts |
| 4    | Lituanie   | Remigija Nazaroviene | 4 505 pts |
| 5    | Australie  | Jane Jamieson        | 4 490 pts |
| 6    | France     | Nathalie Teppe       | 4 472 pts |